# Zelená karta (povolení k pobytu)

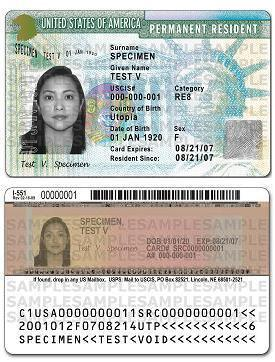
Zelená karta z USA

Jako zelená karta (název je odvozen od dominatní zelené barvy na líci amerického osobního dokladu) se v některých zemích označuje povolení k dlouhodobému pobytu cizinců.

## Česko
V Česku se jako zelená karta označovalo povolení k dlouhodobému pobytu cizince na území České republiky za účelem zaměstnání. Cizince opravňovalo pobývat v České republice a pracovat na konkrétním místě, kde mu byla zelená karta vydána. Od 24. června 2014 byl tento typ povolení nahrazen tzv. „zaměstnaneckou kartou“.
Zelená karta byla určena pro cizince, kteří pocházejí ze zemí, které nejsou členy Evropské unie. Občané zemí Evropské unie, Norska, Islandu, Lichtenštejnska, Švýcarska a jejich rodinní příslušníci nepotřebují pro práci v České republice ani povolení k zaměstnání, ani modrou kartu, ani zelenou kartu.
Platnost karty byla 2–3 roky.

### Typy zelených karet
Zelené karty existovaly tří typů:
- typ A: pro kvalifikované pracovníky s vysokoškolským vzděláním a klíčový personál
- typ B: pro pracovníky na pracovních pozicích minimálně s požadavkem vyučen
- typ C: pro ostatní pracovníky[3]

### Biometrika
Od roku 2011 se v ČR jako součást povolení k dlouhodobému nebo trvalému pobytu a dále pro držitele jedné z forem mezinárodní ochrany (azyl/doplňková ochrana) snímají a ukládají tzv. biometrické údaje - zobrazení obličeje a otisky prstů.

## Spojené státy americké
V USA se jako zelená karta označuje identifikační kartička osvědčující status cizince s právem trvalého pobytu ve Spojených státech. Někdy se o takové karty dělá i losování, jehož výherce dostane status imigranta.
O žádostech o zelenou kartu rozhoduje Úřad pro občanství a přistěhovalectví Spojených států (USCIS), ale v některých případech může imigrační soudce nebo člen Odvolací rady pro přistěhovalectví (BIA), který jedná z pověření ministra spravedlnosti USA, udělit trvalý pobyt v průběhu řízení o vyhoštění. Totéž může učinit kterýkoli pověřený federální soudce podpisem a vydáním příkazu. Přistěhovalí pracovníci, kteří chtějí získat zelenou kartu, mohou požádat o povolení pomocí formuláře I-140.
Držitelé zelených karet jsou ze zákona oprávněni požádat o americké občanství poté, co prokážou převahou důkazů, že mimo jiné nepřetržitě pobývali ve Spojených státech po dobu jednoho až pěti let a jsou osobami s dobrými morálními vlastnostmi. Osoby mladší 18 let získávají americké občanství automaticky, pokud mají alespoň jednoho rodiče, který je občanem USA.

### Způsoby získání
Diverzitní vízová loterie. Loterie Zelené karty je každoroční program provozovaný vládou USA. V rámci tohoto programu je vybráno 50 000 lidí z různých zemí světa, kterým je udělena Zelená karta. Hlavním cílem tohoto systému je zvýšit etnickou a kulturní rozmanitost ve Spojených státech.
Investice. Pro podnikatele existuje několik možností, jak získat zelenou kartu. Ve všech případech musíte nejprve získat specifický typ imigračního víza a poté po přestěhování do Spojených států požádat o trvalý pobyt.
Sloučení rodiny. Trvalí obyvatelé Spojených států nebo občané USA si mohou do Spojených států přivést své rodinné příslušníky. Členové rodiny mohou požádat o zelenou kartu. To zahrnuje manžele/manželky, děti, rodiče a v některých případech sourozence.
Zaměstnanost. Zelená karta může být vydána vysoce kvalifikovaným osobám v určitých oborech pro práci ve Spojených státech. Tento proces je podporován zaměstnavatelem a místo výkonu práce musí být ve Spojených státech. Osoba žádající o zelenou kartu musí mít společnost, která ji sponzoruje.
Programy pro uprchlíky. Spojené státy také vydávají zelené karty žadatelům o azyl nebo osobám s postavením uprchlíka. Těmito osobami mohou být osoby prchající před pronásledováním nebo násilím. Takové osoby mohou požádat o zelenou kartu po příjezdu do Spojených států.